# Lachnerstraße (München)
Die Lachnerstraße ist eine Innerortsstraße im Stadtbezirk Neuhausen-Nymphenburg (Nr. 9) von München.

## Verlauf
Die Straße beginnt im Osten an der Nymphenburger Straße gegenüber der Einmündung der Waisenhausstraße, verläuft zunächst nach Südwesten über die Winthirstraße zur Renatastraße und dann in einem weiten Bogen über die Aiblingerstraße zur Nibelungenstraße, auf die sie westlich der Bolivarstraße (die bis 1931 Teil der Lachnerstraße war) stumpf trifft. Sie führt dabei durch die Villenkolonie Neuwittelsbach (geschütztes Ensemble E 1-62-000-40) und endet nahe der Siedlung Neuhausen (geschütztes Ensemble E 1-62-000-39).

## Geschichte
Vor der Eingemeindung von Neuhausen trug die Straße die Bezeichnung Bogenstraße. Im Jahr 1891 erhielt sie ihren heutigen Namen, jedoch gehörte der Teil östlich der Renatastraße ursprünglich zur Ruffinistraße. Neuhausen und Nymphenburg wurden 1992 zum Stadtbezirk Neuhausen-Nymphenburg (Nr. 9) zusammengeschlossen.

## Öffentlicher Verkehr
Auf der Straße verkehren keine öffentlichen Verkehrsmittel. Die Erschließung erfolgt von der Nymphenburger Straße (Straßenbahnlinie 12, Haltestelle Neuhausen), der Romanstraße (Straßenbahnlinie 12, Haltestelle Renatastraße) und über die Buslinie 144.

## Namensgeber
Die Straße ist nach dem Komponisten und Dirigenten Franz Lachner (1803–1890) benannt, der bis 1868 Generalmusikdirektor in München war (Die Lachnerstraße in Karlsruhe ist nach seinem jüngsten Bruder Vinzenz Lachner benannt).

## Denkmalgeschützte Gebäude
- Nr. 1: Mietshaus, Jugendstil, mit zwei Erkern, Anfang 20. Jahrhundert (Denkmalliste D-1-62-000-3707)
- Nr. 2: Mietshaus, barockisierender Jugendstil, breites, reich gegliedertes und dekoriertes Doppelerkerhaus, 1903 von Pius Stricker (Denkmalliste D-1-62-000-3708)
- Nr. 3: Mietshaus, Jugendstil, mit Bodenerker und Stuckdekor, 1914 von Franz Popp (Denkmalliste D-1-62-000-3709)
- Nr. 4: Mietshaus, neubarock, mit Putzgliederung, 1902 von Josef Wütscher (Denkmalliste D-1-62-000-3710)
- Nr. 18: Villa, barockisierender Jugendstil, mit Relief, 1905 (Denkmalliste D-1-62-000-3712)
- Nr. 20: Landhaus, Neo-Biedermeier, 1891 (Denkmalliste D-1-62-000-3713)
- Nr. 22: Mansarddachvilla, barockisierender Jugendstil, 1916 von Carl Hocheder nach Plan von 1912 (Denkmalliste D-1-62-000-3714)
- Nr. 27: Villa, historisierend, 1907 von Richard Schachner als eigenes Wohnhaus erbaut; mit kugelbesetzten Zaunpfeilern (Denkmalliste D-1-62-000-3715)
- Nr. 28: Villa, barockisierend, 1911 von Richard Berndl (Denkmalliste D-1-62-000-3716)
- Nr. 29: Mansarddachvilla, barockisierend, 1928; im Garten Nischenarchitektur mit Figuren (Denkmalliste D-1-62-000-3717)
- Nr. 30: Villa, barockisierend, 1913 von Xaver Heininger (Denkmalliste D-1-62-000-3718)
- Nr. 32: Villa, barockisierend, 1908 von Paul Böhmer (Denkmalliste D-1-62-000-3719)
- Nr. 33: Villa, barockisierender Jugendstil, 1900/01 von Eugen Drollinger; samt Vorgartenzaun mit Torpfeilern; zweigeschossiges Rückgebäude, malerischer Putzbau mit Backsteindekor, 1899 von Eugen Drollinger (Denkmalliste D-1-62-000-3720)
- Nr. 34: Villa, neuklassizistisch, mit figürlichen Stuckreliefs und Vorgartenpfeilergitter, 1912 (Denkmalliste D-1-62-000-3721)
- Nr. 37: Villa, barockisierender Jugendstil, nach einem 1911 von Paul Böhmer gelieferten Plan (Denkmalliste D-1-62-000-3722)
- Nr. 39/39a: Prinzessin-Rupprecht-Haus (ehemalige Kinderklinik): Kinderkrankenhaus, barockisierend, 1908/09 (Hauptbau) und 1913 (Trakt an der Aiblingerstraße) von Karl Stöhr, lobende Erwähnung beim Fassadenpreis 2005 (Denkmalliste D-1-62-000-3723), an Nr. 39 Gedenktafel für Julius Spanier (1960)

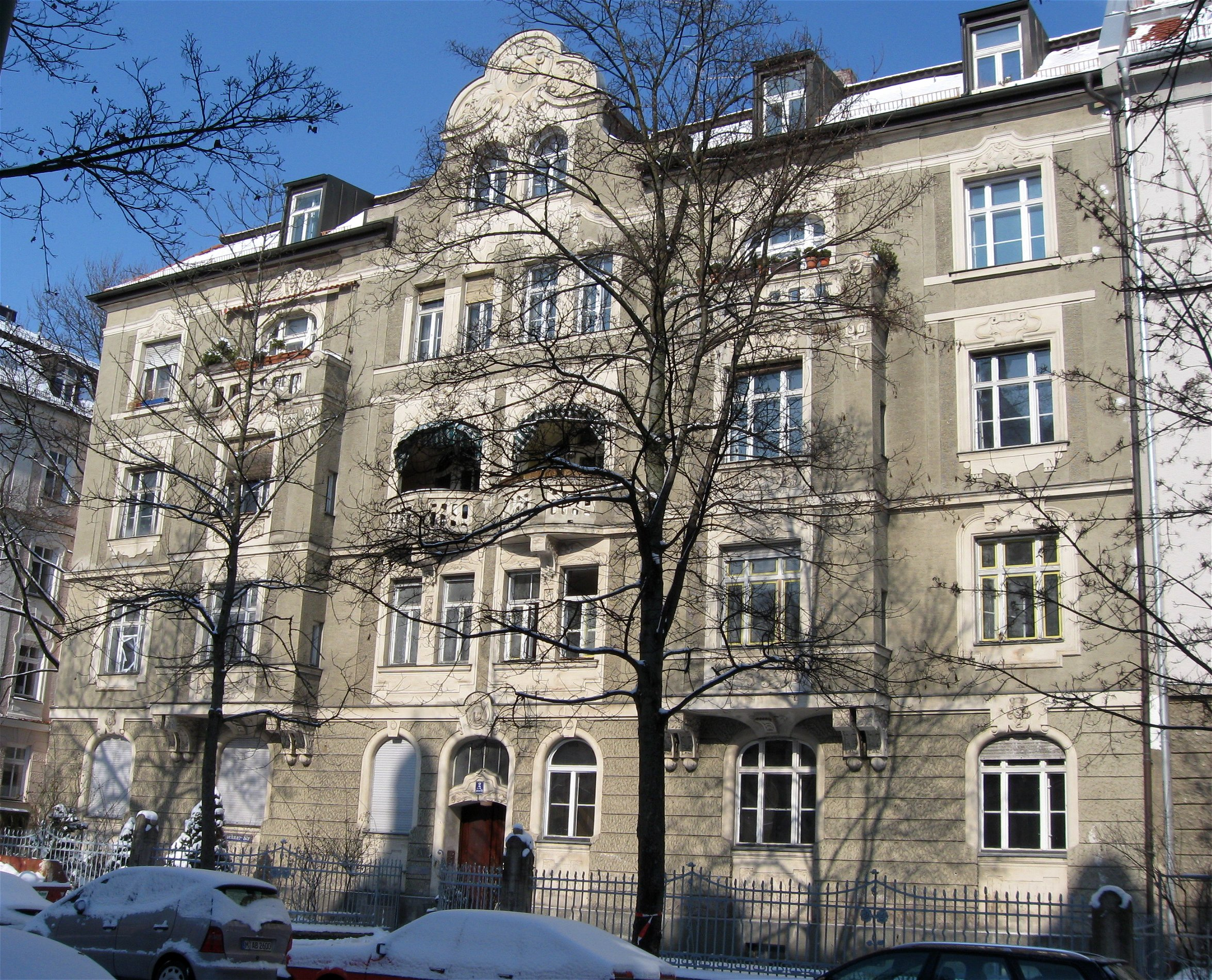
Lachnerstraße 2
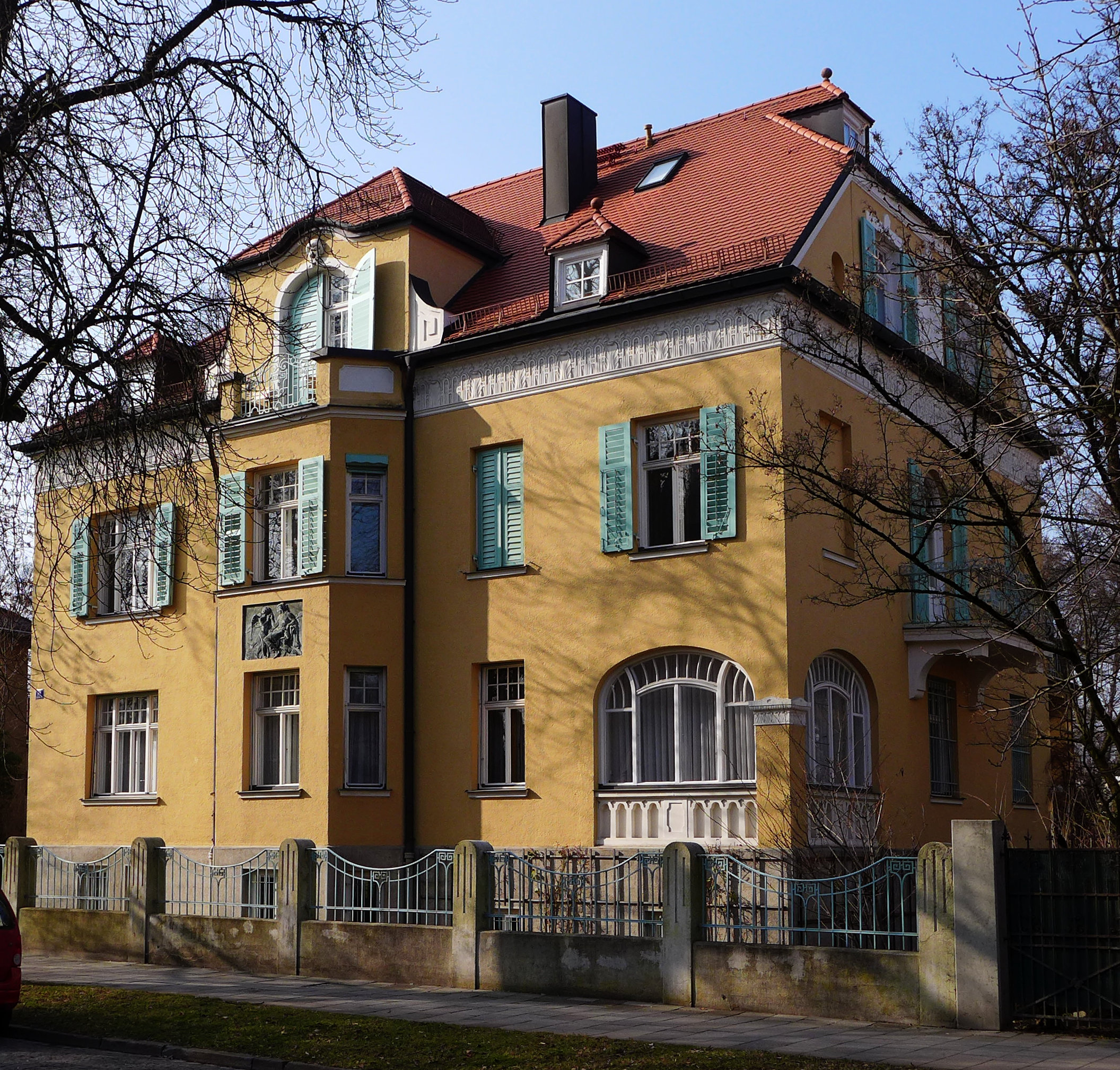
Lachnerstraße 18
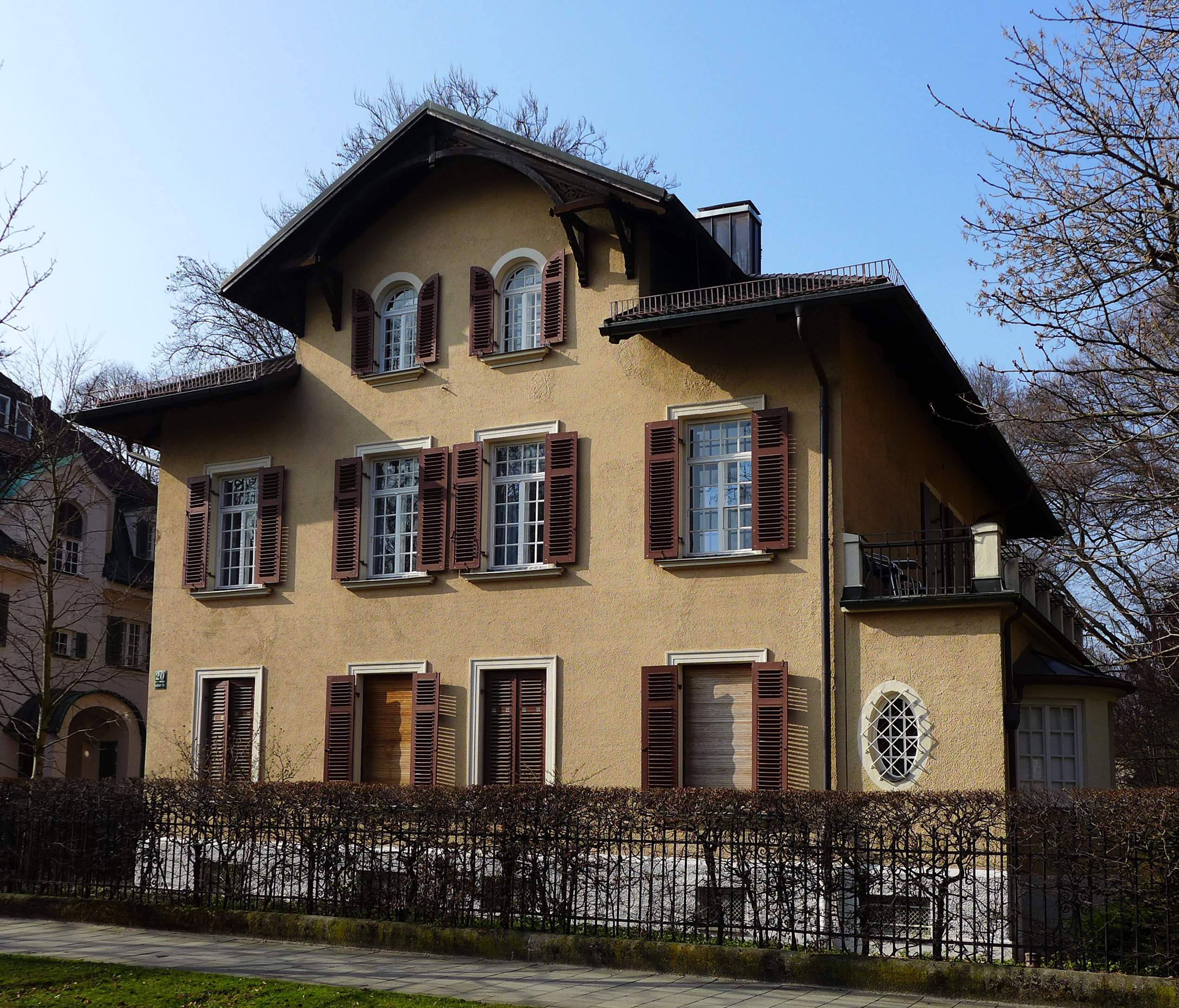
Lachnerstraße 20
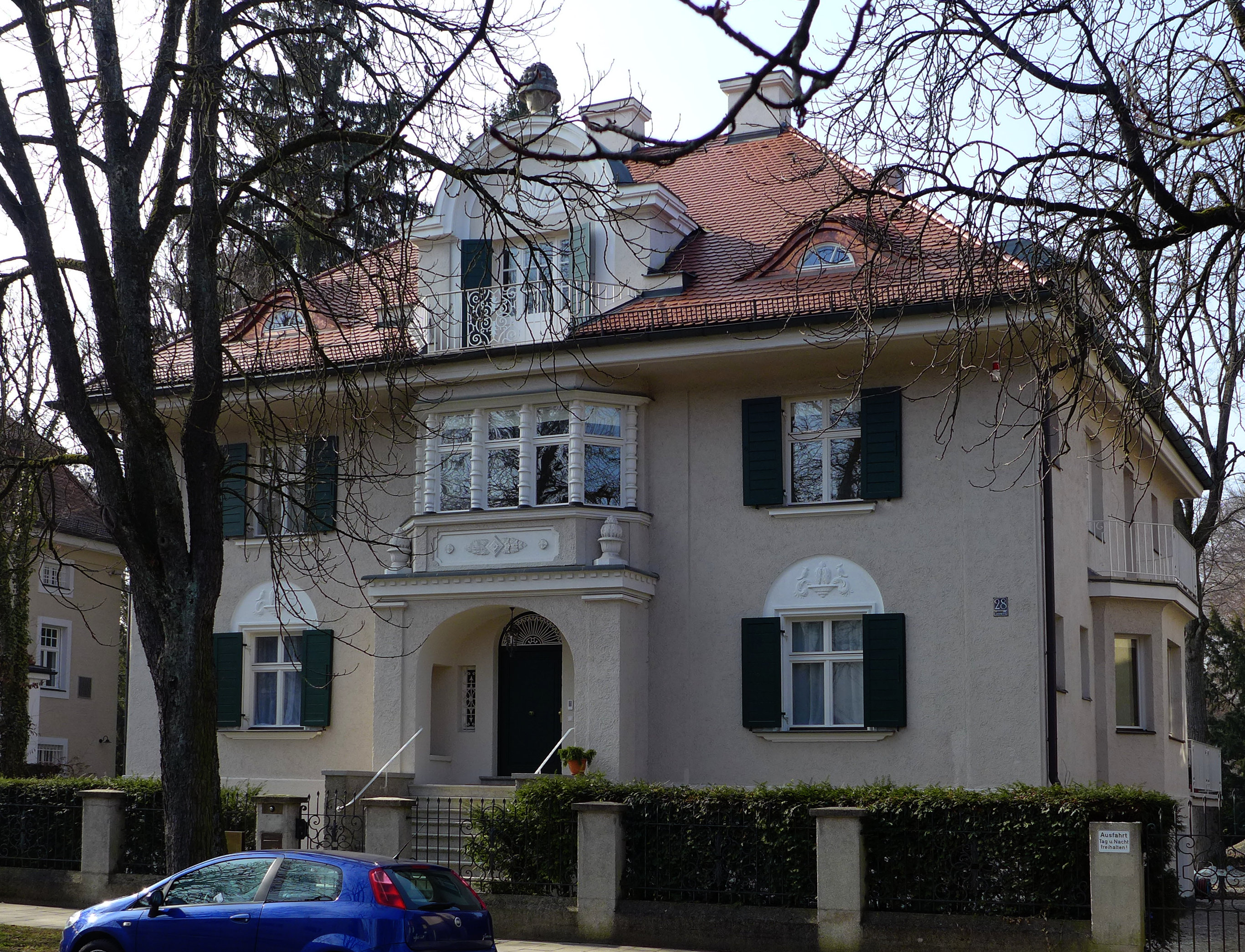
Lachnerstraße 28
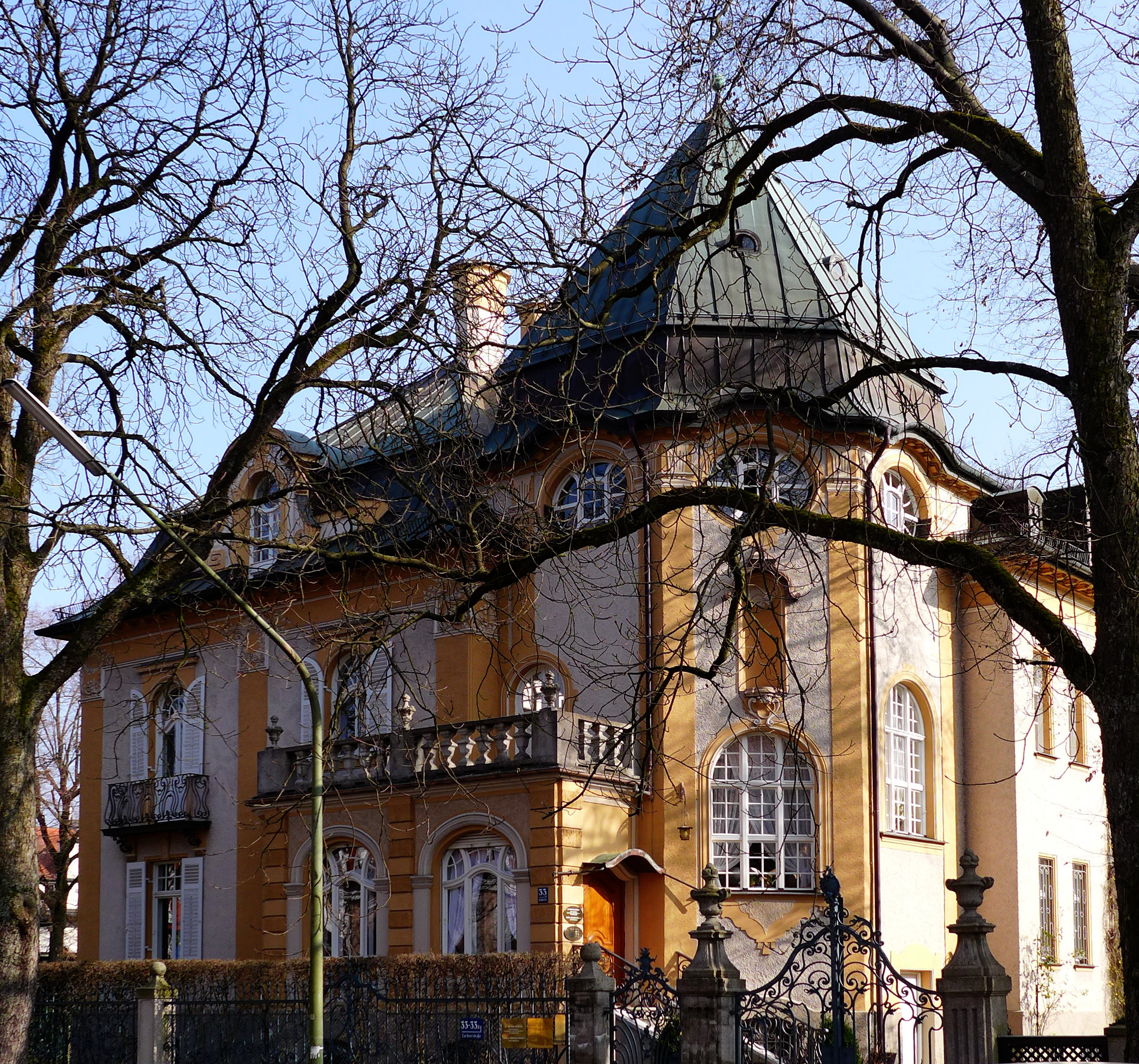
Lachnerstraße 33
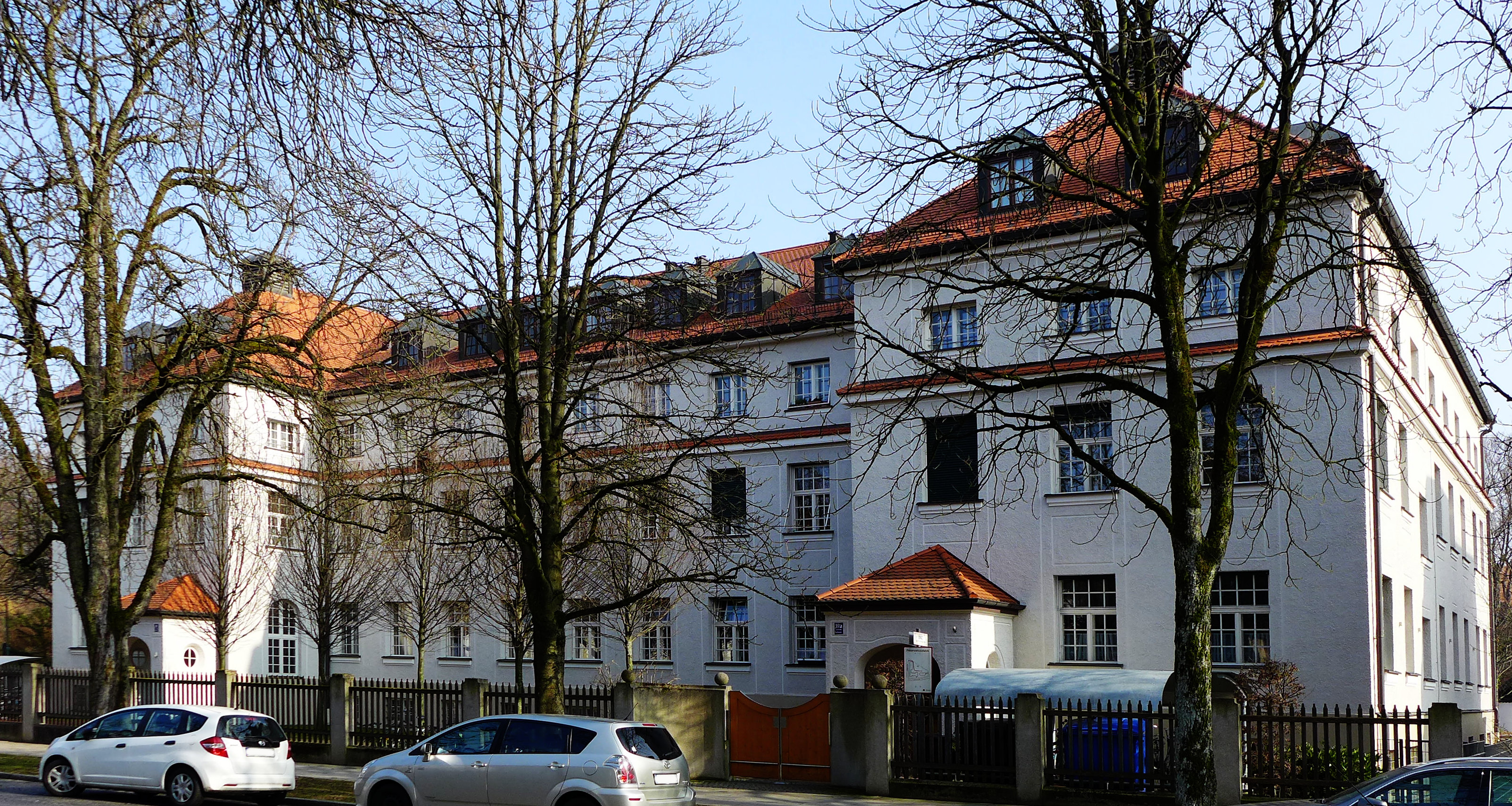
Ehemalige Kinderklinik Lachnerstraße 39

## Kirche

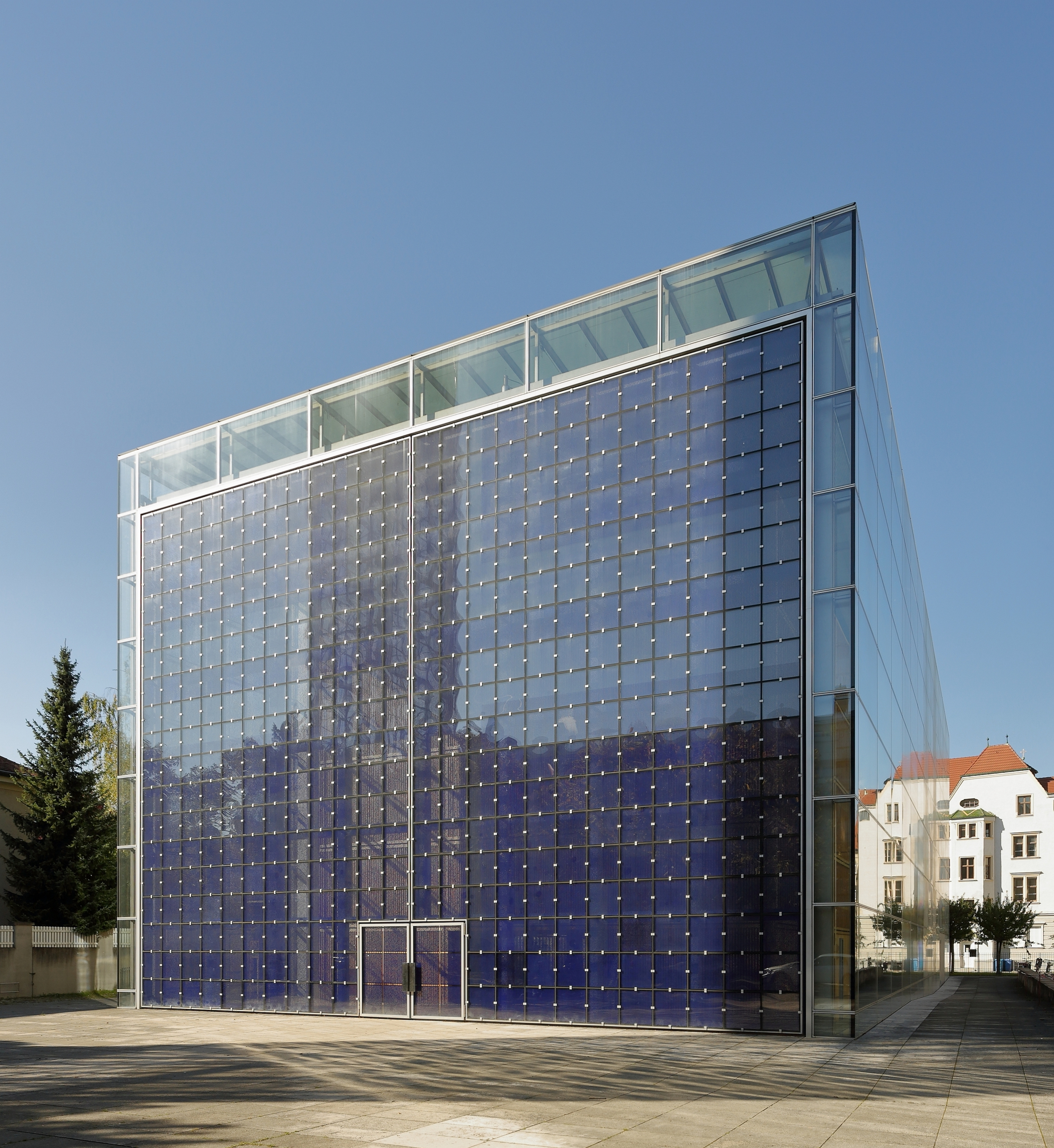
Herz-Jesu-Kirche

- Herz-Jesu-Kirche (München), Lachnerstraße 8, eindrucksvoller Glasquader anstelle eines 1994 abgebrannten Vorgängerbaus, der einen früheren Bau an dieser Stelle ersetzte (BDA-Preis Bayern 2001)

## Bekannte Bewohner
- Richard Schachner (1873–1936), Architekt, Wohnhaus Nr. 27